# Ioniță Sandu Sturdza

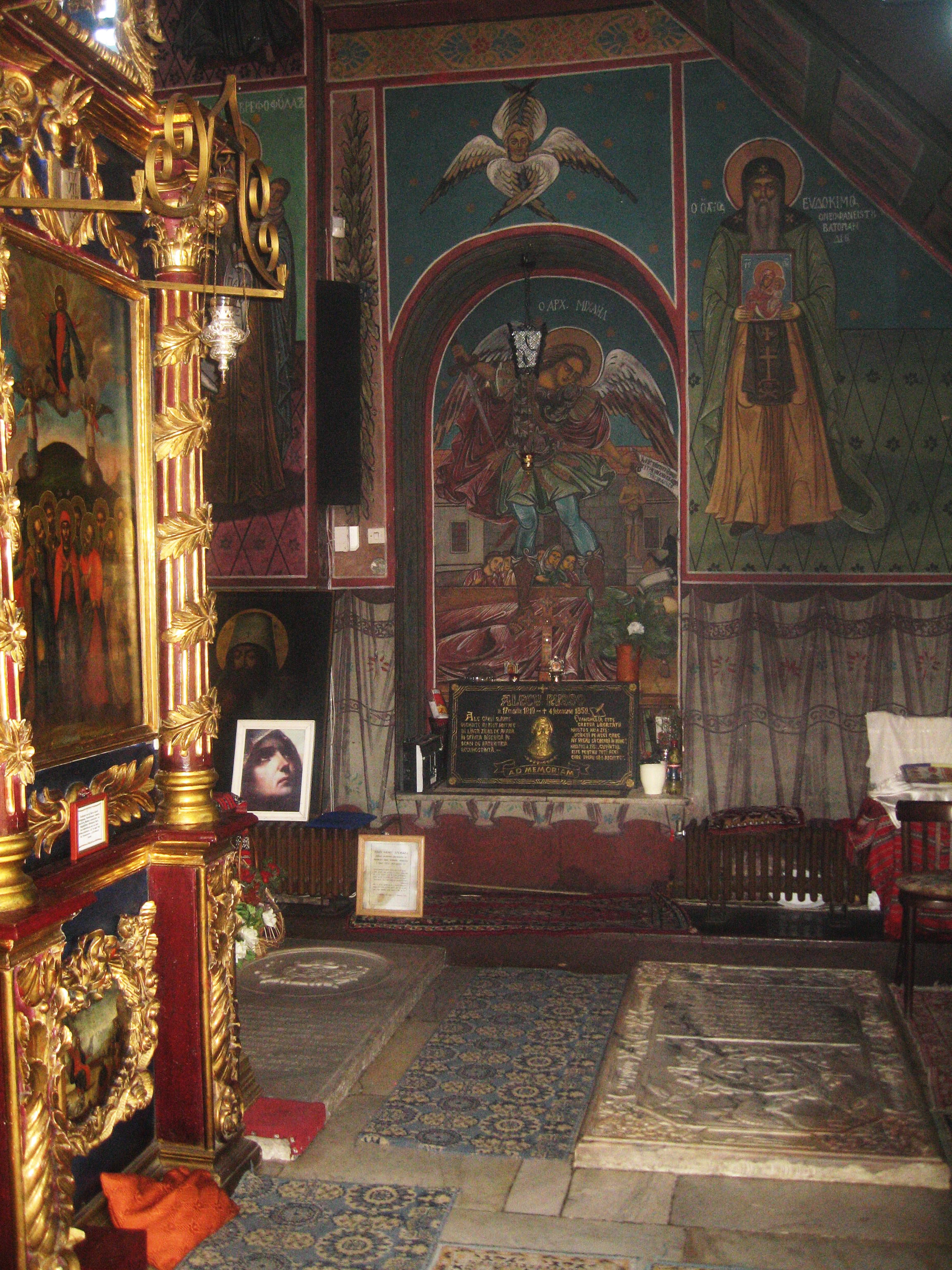
Mormântul lui Ioniță Sandu Sturdza în Biserica Bărboi din Iași (în stânga imaginii)

Ioniță Sandu Sturdza (Ioan Sandu Sturdza sau Ioan Sturdza; n. anii 1760, Iași, Moldova – d. 2 februarie 1842, gubernia Basarabia, Imperiul Rus) a fost domn al Moldovei în perioada septembrie 1822–aprilie 1828. Se trăgea dintr-o veche familie boierească.

## Biografie
După revoluția lui Tudor Vladimirescu, boierii străini, fanarioți, revendicau în continuare conducerea țării pentru ei. Contrar voinței acestora, Ioniță Sturdza, alături de vornicul Gheorghe Cuza, vornicul Iordache Râșcanu, banul Grigore Ghica, banul Brâncoveanu, vornicul Neculai Golescu, a făcut parte din solia de 13 boieri moldoveni și munteni trimisă la Constantinopol în primăvara anului 1822 pentru a cere Înaltei Porți domni pământeni și schimbarea legilor care îi favorizau pe boierii străini. Această acțiune a adus, după lunga perioadă fanariotă, din nou domni pământeni. Ioniță Sturdza a fost numit domn în Moldova iar Grigore al IV-lea Ghica în Muntenia.
Intențiile bune ale lui Sturdza au fost însă o vreme subminate de o parte a marilor boieri, conservatori, și de boierii străini (greci, bulgari și sârbi) și arnăuții lor. Abia în 1826, după Convenția de la Akkerman, care reglementa din nou raportul Principatelor Române față de Rusia și Turcia, s-au ajuns la o reconciliere. Împăcarea lor cu domnul a costat diverse favoruri, cum ar fi scutiri de dări sau de la armată. Cu toate acestea, s-au făcut și îmbunătățiri. S-a deschis o școală superioară la Trei Ierarhi, numirea în funcții a fost condiționată de pregătire și nu de rang, s-a sechestrat în folosul statului o parte a averilor mănăstirești. Deși rușii au luat apărarea călugărilor și au impus restituirea averilor, ele au rămas totuși sub controlul domnitorului.
În timpul războiului ruso-turc (1828-1829), Țările Române au intrat sub ocupația militară rusă a cărui comandat era generalul Pavel Kiseleff, iar Sturdza a fost exilat în Basarabia. A murit în 1842 în Moldova, fără a avea o funcție în stat în acel moment și a fost înmormântat în Biserica Bărboi din Iași. A fost căsătorit cu Ecaterina Rosetti-Roznovanu.

## Imagini

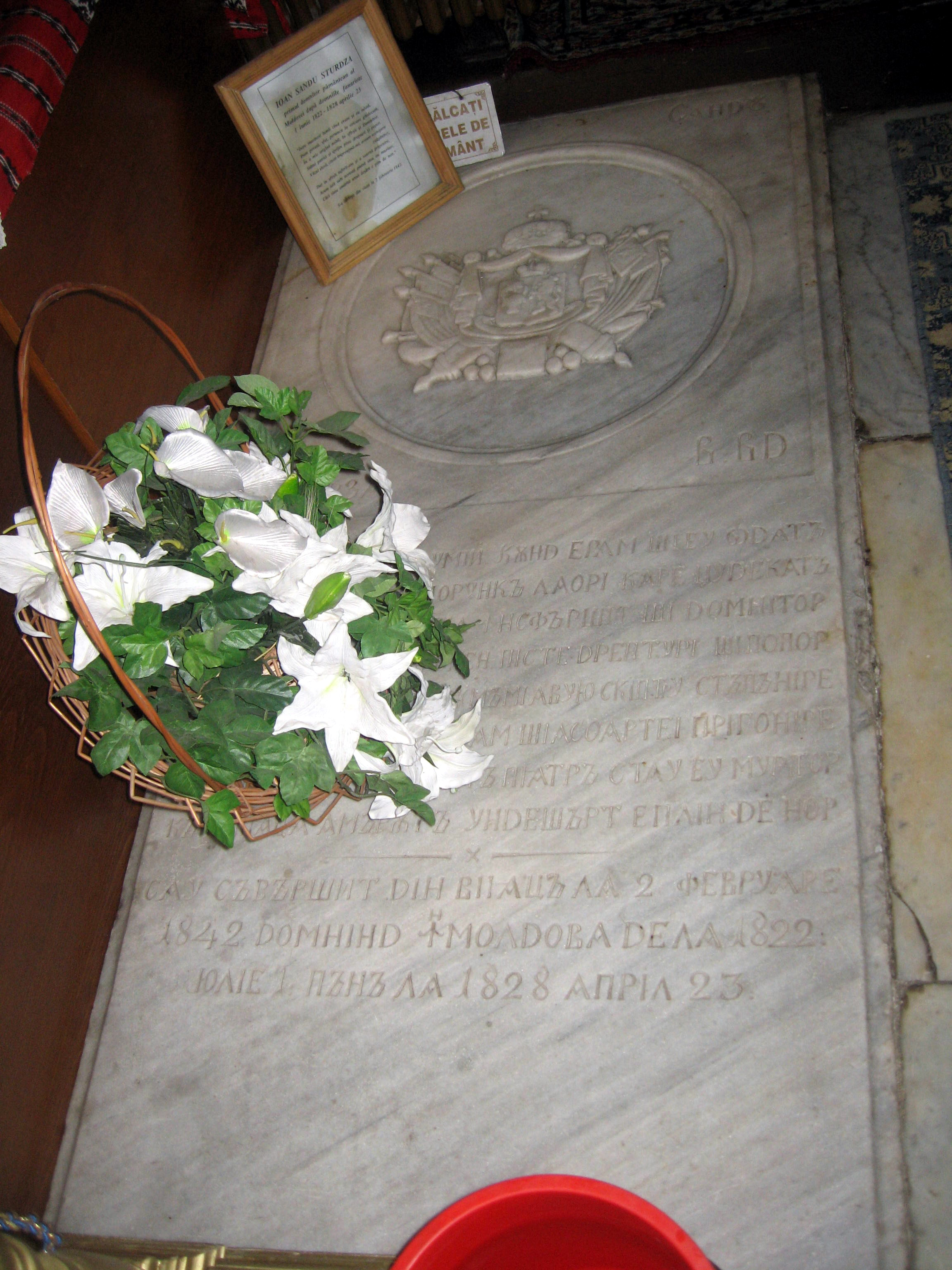
Lespedea funerară a lui Ioniță Sandu Sturdza
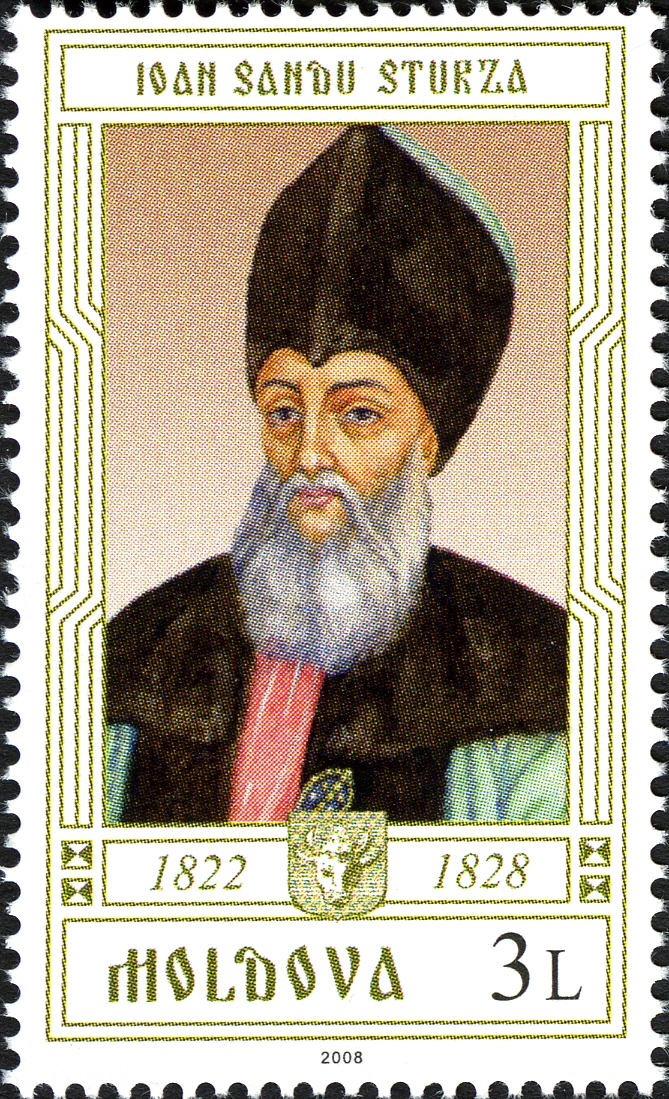
Ioniță Sandu Sturdza, timbru din Republica Moldova